# Gnathotrusia elenae
Gnathotrusia elenae är en fjärilsart som beskrevs av Hall 1928. Gnathotrusia elenae ingår i släktet Gnathotrusia och familjen praktfjärilar. Inga underarter finns listade i Catalogue of Life.